# Пневмококова інфекція
Пневмококова інфекція (англ. pneumococcal infection, також Пневмококова хвороба англ. Pneumococcal disease) — група інфекційних хвороб, які спричинює Streptococcus pneumoniae, також відомий як пневмокок. До цієї групи входять позалікарняна пневмонія, гнійний менінгіт, сепсис, середній отит, синусити, септичний артрит, остеомієліт, перитоніт та ендокардит.
Підозра на виникнення пневмококової інфекції має з'явитися тоді:
- у вікових групах високого ризику — діти до 5 років, особливо молодші 2-х років; дорослі старше 55-65 років;
- за наявності захворювань, які спричинюють імунодефіцит (як то, ВІЛ-інфекція, злоякісні новоутворення, цукровий діабет тощо);
- захворювання, пов'язані зі зниженням бронхіальної функції (як то, бронхіальна астма, хронічний бронхіт або хронічна обструктивна хвороба легень);
- поява уражень з пізньої осені до ранньої весни.

Ураження, які можуть розвинутися при прямому поширенні S. pneumoniae з носоглотки, включають:
- Кон'юнктивіт
- Середній отит
- Синусит
- Загострення хронічного бронхіту
- Пневмонія, яка може ускладнитися гнійним перикардитом

Ураження, які можуть виникнути внаслідок гематогенного поширення S. pneumoniae, це:
- Гнійний менінгіт
- Бактеріємія (найчастіший прояв гематогенної пневмококової інфекції)
- Інфекції суглобів і кісток (включаючи остеомієліт і септичний артрит)
- Інфекції м'яких тканин (як то міозит, периорбітальний целюліт, абсцес)
- Перитоніт
- Серцеві ураження (як то ендокардит)

## Патогенез
Капсула S. pneumoniae складається з полісахаридів, які покривають клітинну стінку, що складається з пептидоглікану та тейхоєвої кислоти, які характеризують класичну грампозитивну бактерію. Капсула діє як основний антифагоцитарний і захисний елемент, який перешкоджає доступу лейкоцитів крові до основних елементів клітинної стінки. Капсульні полісахариди слугують засобом серотипування та ідентифікації цих мікроорганізмів.

## Діагностика
Якщо підозрюється пневмококова інфекція, слід, якщо це можливо, провести фарбування за Грамом і посів із різних рідин або структур хворого. Це може бути:
- Кров
- Спинномозкова рідина
- Мокротиння
- Плевральна рідина або аспірат легень
- Суглобова рідина
- Кістка
- Інші абсцеси або зразки тканин

Усі ізоляти S. pneumoniae, незалежно від місця ізоляції, слід перевірити на чутливість до пеніциліну та цефотаксиму або ж цефтріаксону.
З неспецифічних методів діагностики використовується клінічний аналіз крові, визначення рівня C-реактивного білка (СРБ). При ураженні певних органів використовуються органоспецифічні лабораторні тести.

## Лікування
Антибіотики є основою терапії. Лікування конкретних інфекцій включає:
- Середній отит. У більшості випадків амоксицилін 80-90 мг/кг/добу; якщо немає покращення протягом 48-72 годин, призначаються амоксицилін/клавуланова кислота або цефалоспорин другого чи третього покоління перорально, або ж парентеральний цефтріаксон, якщо пневмококи є високорезистентними.
- Синусит. Починають лікування як при середньому отиті, проте у дорослих пацієнтів з алергією на пеніцилін та у тих, які не реагують на початкову терапію, слід перейти на фторхінолони, окрім дітей до 14 років, яким вони у цій клінічній ситуації протипоказані.
- Пневмонія. Для чутливих до пеніциліну S. pneumoniae пеніцилін G або амоксицилін вважається терапією першої лінії; при резистентній до пеніциліну S. pneumoniae вибір антибіотиків залежить від проведеного дослідження на чутливість до них.
- Гнійний менінгіт. У хворих дітей застосовують пеніцилін, цефтріаксон або цефотаксим із ванкоміцином або без нього до проведення тесту на чутливість. Діти з підвищеною чутливістю до бета-лактамних антибіотиків повинні отримувати ванкоміцин разом із рифампіцином. Також використовується меропенем і хлорамфенікол. Для хворих дорослих із чутливою до пеніциліну S. pneumoniae рекомендується внутрішньовенне введення пеніциліну G або ампіциліну як терапія першої лінії. Для резистентного до пеніциліну пневмокока доцільне лікування цефалоспоринами третього покоління або цефалоспорином третього покоління разом із ванкоміцином.

Додатковими лікувальними заходами, які можуть бути корисними для певних умов, є:
- Ускладнена пневмонія: встановлення трубки для дренажу плевральної рідини; у тяжчих випадках — відео-асистована торакоскопічна хірургія або хірургічне видалення фіброзної тканини.
- Рецидивуючий або хронічний середній отит, периорбітальний або орбітальний целюліт, целюліт обличчя: хірургічне втручання.
- Пацієнти із сепсисом мають бути госпіталізовані й проводити інтенсивне лікування антибіотиками та іншими лікарськими засобами згідно із ситуативними показаннями.

## Профілактика
Заходи профілактики пневмококової інфекції включають наступне:
- Модифікація поведінки та зменшення факторів ризику. Куріння сигарет і пасивний вплив сигаретного диму пов'язані з підвищеним ризиком інвазивного пневмококового захворювання у здорових дорослих; таким чином, слід заохочувати відмову від куріння. Оптимальне харчування та умови життя можуть знизити ризик розвитку пневмококової інфекції. Також слід заохочувати грудне вигодовування немовлят, оскільки рівень інвазивної пневмококової інфекції нижчий у немовлят на грудному вигодовуванні. Відвідування дитячого садка пов'язане із зараженням і носійством чутливих і стійких до ліків штамів, спалахами пневмококової хвороби пропорційно кількості відвідувачів садка.
- Медикаментозна терапія
- Антибактерійна профілактика у окремих пацієнтів із рецидивами середнього отиту.
- Імунізація, яка рекомендується пневмококовою полісахаридною вакциною планово всім дітям віком до 2 років і дорослим старше 65 років. Також рекомендується вакцинувати дітей старшого віку та дорослих, які мають підвищений ризик пневмококової інфекції. Капсульна полісахаридна вакцина проти 13 штамів S. pneumoniae, кон'югована з нетоксичним дифтерійним білком, включає серотипи 1, 3, 4, 5, 6A, 6B, 7F, 9V, 14, 18C, 19A, 19F та 23F. Капсульна полісахаридна вакцина (PPSV23), ліцензована в 1977 році, містить капсульні антигени з 23 серотипів S. pneumoniae (1, 2, 3, 4, 5, 6B, 7F, 8, 9N, 9V, 10A, 11A, 12F, 14, 15B, 17F, 18C, 19F, 19A, 20, 22F, 23F, 33F). Після вакцинації полісахаридною вакциною у осіб віком від 5 років утворюються типоспецифічні захисні антитіла. Оскільки ці системи не повністю розвинені у маленьких дітей, діти до 2 років погано реагують на ці типи вакцин. У деяких людей похилого віку та осіб різного віку з імуносупресивними станами імуногенність також слабка. При ревакцинації анамнестична відповідь не виникає, а тривалість імунітету полісахаридною вакциною невідома. Після імунізації полісахаридною вакциною не зафіксовано зниження рівня зараження пневмококом або захисту неімунізованих осіб шляхом створення групового імунітету.